# Wereldkampioenschap superbike van Misano 2015
Het wereldkampioenschap superbike van Misano 2015 was de achtste ronde van het wereldkampioenschap superbike en het wereldkampioenschap Supersport 2015. De races werden verreden op 21 juni 2015 op het Misano World Circuit Marco Simoncelli nabij Misano Adriatico, Italië.

## Superbike

### Race 1
| Pos | Nr | Rijder               | Constructeur | Rondes | Tijd        | Grid | Punten |
| --- | -- | -------------------- | ------------ | ------ | ----------- | ---- | ------ |
| 1   | 66 | Tom Sykes            | Kawasaki     | 21     | 33:30.813   | 1    | 25     |
| 2   | 65 | Jonathan Rea         | Kawasaki     | 21     | +3.613      | 4    | 20     |
| 3   | 7  | Chaz Davies          | Ducati       | 21     | +4.178      | 11   | 16     |
| 4   | 34 | Davide Giugliano     | Ducati       | 21     | +5.944      | 3    | 13     |
| 5   | 91 | Leon Haslam          | Aprilia      | 21     | +12.155     | 2    | 11     |
| 6   | 3  | Max Biaggi           | Aprilia      | 21     | +12.352     | 5    | 10     |
| 7   | 86 | Ayrton Badovini      | BMW          | 21     | +18.145     | 8    | 9      |
| 8   | 55 | Michele Pirro        | Ducati       | 21     | +18.328     | 10   | 8      |
| 9   | 1  | Sylvain Guintoli     | Honda        | 21     | +20.088     | 9    | 7      |
| 10  | 60 | Michael van der Mark | Honda        | 21     | +20.282     | 15   | 6      |
| 11  | 36 | Leandro Mercado      | Ducati       | 21     | +24.195     | 13   | 5      |
| 12  | 22 | Alex Lowes           | Suzuki       | 21     | +26.625     | 7    | 4      |
| 13  | 2  | Leon Camier          | MV Agusta    | 21     | +26.719     | 18   | 3      |
| 14  | 40 | Román Ramos          | Kawasaki     | 21     | +31.898     | 17   | 2      |
| 15  | 15 | Matteo Baiocco       | Ducati       | 21     | +32.643     | 12   | 1      |
| 16  | 21 | Markus Reiterberger  | BMW          | 21     | +36.833     | 16   |        |
| 17  | 44 | David Salom          | Kawasaki     | 21     | +42.514     | 20   |        |
| 18  | 23 | Christophe Ponsson   | Kawasaki     | 21     | +1:10.247   | 23   |        |
| 19  | 51 | Santiago Barragán    | Kawasaki     | 21     | +1:10.536   | 21   |        |
| 20  | 45 | Gianluca Vizziello   | Kawasaki     | 21     | +1:28.191   | 22   |        |
| 21  | 75 | Gábor Rizmayer       | BMW          | 21     | +1:38.856   | 24   |        |
| 22  | 10 | Imre Tóth            | BMW          | 20     | +1 ronde    | 25   |        |
| DNF | 59 | Niccolò Canepa       | Ducati       | 14     | Uitgevallen | 14   |        |
| DNF | 14 | Randy de Puniet      | Suzuki       | 10     | Uitgevallen | 19   |        |
| DNF | 81 | Jordi Torres         | Aprilia      | 2      | Ongeluk     | 6    |        |

### Race 2
| Pos | Nr | Rijder               | Constructeur | Rondes | Tijd           | Grid | Punten |
| --- | -- | -------------------- | ------------ | ------ | -------------- | ---- | ------ |
| 1   | 65 | Jonathan Rea         | Kawasaki     | 21     | 33:31.716      | 4    | 25     |
| 2   | 34 | Davide Giugliano     | Ducati       | 21     | +1.290         | 3    | 20     |
| 3   | 91 | Leon Haslam          | Aprilia      | 21     | +2.436         | 2    | 16     |
| 4   | 7  | Chaz Davies          | Ducati       | 21     | +2.514         | 11   | 13     |
| 5   | 66 | Tom Sykes            | Kawasaki     | 21     | +5.694         | 1    | 11     |
| 6   | 3  | Max Biaggi           | Aprilia      | 21     | +5.911         | 5    | 10     |
| 7   | 81 | Jordi Torres         | Aprilia      | 21     | +7.075         | 6    | 9      |
| 8   | 55 | Michele Pirro        | Ducati       | 21     | +10.159        | 10   | 8      |
| 9   | 1  | Sylvain Guintoli     | Honda        | 21     | +17.476        | 9    | 7      |
| 10  | 60 | Michael van der Mark | Honda        | 21     | +17.589        | 15   | 6      |
| 11  | 86 | Ayrton Badovini      | BMW          | 21     | +21.744        | 8    | 5      |
| 12  | 59 | Niccolò Canepa       | Ducati       | 21     | +26.599        | 14   | 4      |
| 13  | 21 | Markus Reiterberger  | BMW          | 21     | +30.402        | 16   | 3      |
| 14  | 40 | Román Ramos          | Kawasaki     | 21     | +36.000        | 17   | 2      |
| 15  | 44 | David Salom          | Kawasaki     | 21     | +36.186        | 20   | 1      |
| 16  | 2  | Leon Camier          | MV Agusta    | 21     | +37.572        | 18   |        |
| 17  | 14 | Randy de Puniet      | Suzuki       | 21     | +55.983        | 19   |        |
| 18  | 23 | Christophe Ponsson   | Kawasaki     | 21     | +1:10.593      | 23   |        |
| 19  | 45 | Gianluca Vizziello   | Kawasaki     | 21     | +1:16.119      | 22   |        |
| 20  | 51 | Santiago Barragán    | Kawasaki     | 21     | +1:16.177      | 21   |        |
| 21  | 75 | Gábor Rizmayer       | BMW          | 21     | +1:31.041      | 24   |        |
| 22  | 10 | Imre Tóth            | BMW          | 19     | +2 ronden      | 25   |        |
| DNF | 15 | Matteo Baiocco       | Ducati       | 15     | Schade ongeluk | 12   |        |
| DNF | 22 | Alex Lowes           | Suzuki       | 8      | Uitgevallen    | 7    |        |
| DNF | 36 | Leandro Mercado      | Ducati       | 3      | Uitgevallen    | 13   |        |

## Supersport
| Pos | Nr  | Rijder             | Constructeur | Rondes | Tijd        | Grid | Punten |
| --- | --- | ------------------ | ------------ | ------ | ----------- | ---- | ------ |
| 1   | 16  | Jules Cluzel       | MV Agusta    | 19     | 31:19.621   | 1    | 25     |
| 2   | 99  | P.J. Jacobsen      | Honda        | 19     | +1.525      | 3    | 20     |
| 3   | 87  | Lorenzo Zanetti    | MV Agusta    | 19     | +8.513      | 4    | 16     |
| 4   | 4   | Gino Rea           | Honda        | 19     | +23.153     | 5    | 13     |
| 5   | 25  | Alex Baldolini     | MV Agusta    | 19     | +23.846     | 7    | 11     |
| 6   | 61  | Fabio Menghi       | Yamaha       | 19     | +23.851     | 6    | 10     |
| 7   | 11  | Christian Gamarino | Kawasaki     | 19     | +23.978     | 9    | 9      |
| 8   | 84  | Riccardo Russo     | Honda        | 19     | +24.691     | 13   | 8      |
| 9   | 5   | Marco Faccani      | Kawasaki     | 19     | +25.068     | 12   | 7      |
| 10  | 36  | Martín Cárdenas    | Honda        | 19     | +25.279     | 14   | 6      |
| 11  | 54  | Kenan Sofuoğlu     | Kawasaki     | 19     | +29.501     | 2    | 5      |
| 12  | 44  | Roberto Rolfo      | Honda        | 19     | +29.712     | 8    | 4      |
| 13  | 6   | Dominic Schmitter  | Kawasaki     | 19     | +39.947     | 17   | 3      |
| 14  | 19  | Kevin Wahr         | Honda        | 19     | +40.082     | 11   | 2      |
| 15  | 68  | Glenn Scott        | Honda        | 19     | +40.362     | 15   | 1      |
| 16  | 92  | Dávid Juhász       | Honda        | 19     | +56.799     | 19   |        |
| 17  | 10  | Nacho Calero       | Honda        | 19     | +1:05.567   | 21   |        |
| 18  | 43  | Kevin Manfredi     | Honda        | 19     | +1:05.814   | 20   |        |
| 19  | 33  | Flavio Ferroni     | Kawasaki     | 19     | +1:14.385   | 23   |        |
| DNF | 161 | Alexey Ivanov      | Yamaha       | 18     | Uitgevallen | 16   |        |
| DNF | 119 | János Chrobák      | Honda        | 8      | Ongeluk     | 22   |        |
| DNF | 24  | Marcos Ramírez     | Honda        | 8      | Ongeluk     | 18   |        |
| DNF | 111 | Kyle Smith         | Honda        | 0      | Uitgevallen | 11   |        |

## Tussenstanden na wedstrijd

### Superbike
| Pos | Nr | Rijder       | Team     | Punten |
| --- | -- | ------------ | -------- | ------ |
| 1   | 65 | Jonathan Rea | Kawasaki | 375    |
| 2   | 66 | Tom Sykes    | Kawasaki | 242    |
| 3   | 91 | Leon Haslam  | Aprilia  | 226    |
| 4   | 7  | Chaz Davies  | Ducati   | 213    |
| 5   | 81 | Jordi Torres | Aprilia  | 140    |

### Supersport
| Pos | Nr | Rijder          | Team      | Punten |
| --- | -- | --------------- | --------- | ------ |
| 1   | 54 | Kenan Sofuoğlu  | Kawasaki  | 155    |
| 2   | 16 | Jules Cluzel    | MV Agusta | 135    |
| 3   | 99 | P.J. Jacobsen   | Honda     | 115    |
| 4   | 87 | Lorenzo Zanetti | MV Agusta | 97     |
| 5   | 4  | Gino Rea        | Honda     | 80     |

1991 · 1993 · 1994 · 1995 · 1996 · 1997 · 1998 · 1999 · 2000 · 2001 · 2002 · 2003 · 2004 · 2005 · 2006 · 2007 · 2008 · 2009 · 2010 · 2011 · 2012 · 2014 · 2015 · 2016 · 2017 · 2018 · 2019 · 2021 · 2022 · 2023 · 2024 · 2025